# Cueva Las Monedas
Cueva Las Monedas är en fornlämning i Spanien.   Den ligger i provinsen Provincia de Cantabria och regionen Kantabrien, i den norra delen av landet, 300 km norr om huvudstaden Madrid. Cueva Las Monedas ligger 198 meter över havet.
Terrängen runt Cueva Las Monedas är kuperad, och sluttar norrut. Runt Cueva Las Monedas är det ganska glesbefolkat, med 42 invånare per kvadratkilometer. Närmaste större samhälle är Torrelavega, 9,1 km nordväst om Cueva Las Monedas. Omgivningarna runt Cueva Las Monedas är en mosaik av jordbruksmark och naturlig växtlighet.